# Джаханґірпурі
Джаханґірпурі (англ. Jahangirpuri) — житлова колонія міста Делі, розташована на території Північно-Західного округу. Район сполучений з центром Делі Лінією 2 Делійського метро.

## Ресурси Інтернету
- Jahangirpuri [Архівовано 4 серпня 2009 у Wayback Machine.] India 9

| Індія | Це незавершена стаття з географії Індії. Ви можете допомогти проєкту, виправивши або дописавши її. |